# Rhamnus prostrata
Rhamnus prostrata är en brakvedsväxtart som beskrevs av Nikolaus Joseph von Jacquin. Rhamnus prostrata ingår i släktet getaplar, och familjen brakvedsväxter. Inga underarter finns listade i Catalogue of Life.